# Cratere Temou
Temou  è un cratere sulla superficie di Venere.